# Futebol nos Jogos Olímpicos de Verão de 2020 - Qualificação masculina
Este artigo detalha a fase de qualificação masculina do futebol nos Jogos Olímpicos de Verão de 2020. (As Olimpíadas foram adiadas para 2021 devido à pandemia de COVID-19). Dezesseis equipes receberam vagas para o torneio, sendo o país-sede (vaga automática) e outras 15 através de torneios qualificatórios continentais.

## Linha do tempo
| Qualificação                                      | Ref.  | Datas1                                 | Local1              | Vagas | Qualificado                            |
| ------------------------------------------------- | ----- | -------------------------------------- | ------------------- | ----- | -------------------------------------- |
| País-sede                                         | [ 3 ] | 7 de setembro de 2013                  | Buenos Aires        | 1     | Japão                                  |
| Campeonato Europeu de Futebol Sub-21 de 2019      | [ 4 ] | 16 a 30 de junho de 2019               | Itália · San Marino | 4     | França Alemanha Romênia Espanha        |
| Torneio Pré-Olímpico da OFC Sub-23 de 2019        | [ 5 ] | 21 de setembro a 5 de outubro de 2019  | Fiji                | 1     | Nova Zelândia                          |
| Campeonato Africano de Futebol Sub-23 de 2019     | [ 6 ] | 8 a 22 de novembro de 2019             | Egito               | 3     | Egito Costa do Marfim África do Sul    |
| Campeonato Asiático de Futebol Sub-23 de 2020     | [ 7 ] | 8 a 26 de janeiro de 2020              | Tailândia           | 3     | Austrália Arábia Saudita Coreia do Sul |
| Torneio Pré-Olímpico Sul-Americano Sub-23 de 2020 | [ 8 ] | 18 de janeiro a 9 de fevereiro de 2020 | Colômbia            | 2     | Argentina Brasil                       |
| Torneio Pré-Olímpico da CONCACAF Sub-23 de 2020   | [ 9 ] | 18 a 30 de março de 2021               | México              | 2     | Honduras México                        |
| Total                                             |       |                                        |                     | 16    |                                        |

- ↑1 Datas e locais são aqueles dos torneios finais (ou fase final de torneios qualificatórios); várias fases de qualificação podem preceder as partidas nestes locais específicos.

## Campeonato Europeu de Futebol Sub-21 de 2019

### Equipes qualificadas
| Equipe     | Método de qualificação | Data de qualificação   | Aparição | Última aparição         | Melhor desempenho anterior                      |
| ---------- | ---------------------- | ---------------------- | -------- | ----------------------- | ----------------------------------------------- |
| Itália     | País-sede              | 9 de dezembro de 2016  | 20ª      | 2017 (semifinais)       | Campeã (1992, 1994, 1996, 2000, 2004)           |
| Espanha    | Vencedor do Grupo 2    | 6 de setembro de 2018  | 14ª      | 2017 (vice-campeã)      | Campeã (1986, 1998, 2011, 2013)                 |
| França     | Vencedor do Grupo 9    | 7 de setembro de 2018  | 9ª       | 2006 (semifinais)       | Campeã (1988)                                   |
| Inglaterra | Vencedor do Grupo 4    | 11 de outubro de 2018  | 15ª      | 2017 (semifinais)       | Campeã (1982, 1984)                             |
| Sérvia     | Vencedor do Grupo 7    | 12 de outubro de 2018  | 11ªa     | 2017 (fase de grupos)   | Campeã (1978) (como Iugoslávia)a                |
| Alemanha   | Vencedor do Grupo 5    | 12 de outubro de 2018  | 12ª      | 2017 (campeã)           | Campeã (2009, 2017)                             |
| Croácia    | Vencedor do Grupo 1    | 15 de outubro de 2018  | 3ª       | 2004 (fase de grupos)   | Fase de grupos (2000, 2004)                     |
| Dinamarca  | Vencedor do Grupo 3    | 16 de outubro de 2018  | 8ª       | 2017 (fase de grupos)   | Semifinais (1992, 2015)                         |
| Bélgica    | Vencedor do Grupo 6    | 16 de outubro de 2018  | 3ª       | 2007 (semifinais)       | Semifinais (2007)                               |
| Romênia    | Vencedor do Grupo 8    | 16 de outubro de 2018  | 2ª       | 1998 (quartas-de-final) | Quartas-de-final (1998)                         |
| Polônia    | Vencedor do play-off   | 20 de novembro de 2018 | 7ª       | 2017 (fase de grupos)   | Quartas-de-final (1982, 1984, 1986, 1992, 1994) |
| Áustria    | Vencedor do play-off   | 20 de novembro de 2018 | 1ª       | —                       | Estreia                                         |

Notas
- a  Aparições incluem 4 como Iugoslávia e 2 como Sérvia e Montenegro. O melhor desempenho pregresso da Sérvia foi o vice-campeonato em (2007).

## Torneio Pré-Olímpico da OFC Sub-23 de 2019

### Equipes qualificadas
Oito das 11 seleções filiadas à FIFA pela OFC disputaram o torneio.
| Seleção          | Participação | Melhor campanha                   |
| ---------------- | ------------ | --------------------------------- |
| Samoa Americana  | 3ª           | Fase de grupos (2004, 2012)       |
| Fiji             | 8ª           | Campeões (2015)                   |
| Nova Zelândia    | 8ª           | Campeões (1999, 2008, 2012)       |
| Papua-Nova Guiné | 7ª           | 3º lugar (2015)                   |
| Samoa            | 3ª           | Fase de grupos (1999, 2004)       |
| Ilhas Salomão    | 7ª           | Vice-campeões (1999, 2008)        |
| Tonga            | 4ª           | Fase de grupos (1999, 2004, 2012) |
| Vanuatu          | 7ª           | Vice-campeões (2015)              |

#### Não entraram
- Ilhas Cook
- Nova Caledônia
- Taiti

Nota: Nova Caledônia e Taiti não são membros do Comité Olímpico Internacional e ambos não são elegíveis para a qualificação aos Jogos Olímpicos.

## Campeonato Africano de Futebol Sub-23 de 2019

### Equipes qualificadas
| Equipe          | Aparição | Melhor desempenho anterior |
| --------------- | -------- | -------------------------- |
| Egito (sede)    | 3rd      | Terceiro lugar (2011)      |
| Camarões        | 1ª       | Estreia                    |
| Gana            | 1ª       | Estreia                    |
| Costa do Marfim | 2ª       | Fase de grupos (2011)      |
| Mali            | 2ª       | Fase de grupos (2015)      |
| Nigéria         | 3ª       | Campeã (2015)              |
| África do Sul   | 3ª       | Terceiro lugar (2015)      |
| Zâmbia          | 2ª       | Fase de grupos (2015)      |

## Campeonato Asiático de Futebol Sub-23 de 2020

### Equipes qualificadas
| Equipe                 | Qualificada como     | Aparição | Melhor desempenho anterior        |
| ---------------------- | -------------------- | -------- | --------------------------------- |
| Tailândia              | Sede                 | 3ª       | Fase de grupos (2016, 2018)       |
| Catar                  | Vencedora do Grupo A | 3ª       | Terceiro lugar (2018)             |
| Bahrein                | Vencedora do Grupo B | 1ª       | Estreia                           |
| Iraque                 | Vencedora do Grupo C | 4ª       | Campeã (2013)                     |
| Emirados Árabes Unidos | Vencedora do Grupo D | 3ª       | Quartas-de-final (2013, 2016)     |
| Jordânia               | Vencedora do Grupo E | 4ª       | Terceiro lugar (2013)             |
| Uzbequistão            | Vencedora do Grupo F | 4ª       | Campeã (2018)                     |
| Coreia do Norte        | Vencedora do Grupo G | 4ª       | Quartas-de-final (2016)           |
| Coreia do Sul          | Vencedora do Grupo H | 4ª       | Vice-campeã (2016)                |
| Japão                  | Vencedora do Grupo I | 4ª       | Campeã (2016)                     |
| China                  | Vencedora do Grupo J | 4ª       | Fase de grupos (2013, 2016, 2018) |
| Vietnã                 | Vencedora do Grupo K | 3ª       | Vice-campeã (2018)                |
| Austrália              | Segunda do Grupo H   | 4ª       | Quartas-de-final (2013)           |
| Irã                    | Segunda do Grupo C   | 3ª       | Quartas-de-final (2016)           |
| Síria                  | Segunda do Grupo E   | 4ª       | Quartas-de-final (2013)           |
| Arábia Saudita         | Segunda do Grupo D   | 4ª       | Vice-campeã (2013)                |

Notes:
1. 1 2 3 4  Os quatro melhores segundos dos grupos qualificaram ao torneio final.

## Torneio Pré-Olímpico Sul-Americano Sub-23 de 2020
- Argentina
- Bolívia
- Brasil
- Chile
- Colômbia
- Equador
- Paraguai
- Peru
- Uruguai
- Venezuela

## Torneio Pré-Olímpico da CONCACAF Sub-23 de 2020

### Equipes qualificadas
| Equipe                             | Zona de qualificação          | Aparição | Melhor desempenho anterior                           | Aparições anteriores no futebol masculino olímpico |
| ---------------------------------- | ----------------------------- | -------- | ---------------------------------------------------- | -------------------------------------------------- |
| Canadá                             | América do Norte (automática) | 9ª       | Vice-campeã (1984, 1996)                             | 3                                                  |
| México (sede e defensor do título) | América do Norte (automática) | 12ª      | Vencedora (1964, 1972, 1976, 1996, 2004, 2012, 2015) | 11                                                 |
| Estados Unidos                     | América do Norte (automática) | 11ª      | Vencedora (1988, 1992)                               | 14                                                 |
| Costa Rica                         | América Central               | 7ª       | Vencedora (1980, 1984)                               | 3                                                  |
| El Salvador                        | América Central               | 12ª      | Terceiro lugar (2012)                                | 1                                                  |
| Honduras                           | América Central               | 10ª      | Vencedora (2000, 2008)                               | 4                                                  |
| República Dominicana               | Caribe                        | 1ª       | Estreia                                              | 0                                                  |
| Haiti                              | Caribe                        | 3ª       | Fase de grupos (2008, 2015)                          | 0                                                  |